# Cetimaju abare
Cetimaju abare är en skalbaggsart som beskrevs av Maria Helena M. Galileo och Martins 2007. Cetimaju abare ingår i släktet Cetimaju och familjen långhorningar. Inga underarter finns listade i Catalogue of Life.